# Karel Holešovský
Karel Holešovský (2. března 1934 Vranov u Brna - 12. července 2020 Brno) byl historik umění se zaměřením na umělecké řemeslo a užité umění, secesní plakát, šperkařství, zlatnictví a medailérství, muzejní pracovník a kurátor výstav, vysokoškolský pedagog.

## Život
Karel Holešovský v letech 1952-1957 studoval na Filozofické fakultě Masarykovy univerzity v Brně dějiny umění (prof. Albert Kutal, Václav Richter, Antonín Friedl) a klasickou archeologii (prof. Gabriel Hejzlar). Roku 1957 obhájil diplomovou práci Ilustrační dílo Petra Dillingera. Roku 1979 složil rigorózní zkoušku (PhDr.) Jeho manželkou byla dcera mecenáše umění prof. MUDr. Otakara Teyschla, DrSc, Lea Teyschlová (1925-2016).
V letech 1959-1961 byl zaměstnán jako odborný pracovník Domu umění města Brna. Od roku 1961 pracoval v Moravské galerii v Brně jako kurátor sbírky užité grafiky a fotografie, v letech 1968-1977 byl vedoucím odborné knihovny galerie. V letech 1978-1994 byl kurátorem sbírky skla a vedoucím uměleckoprůmyslového oddělení. Od roku 1995 do roku 2001 byl kurátorem sbírky miniatur a měl na starosti agendu vývozu uměleckých památek.
V letech 1964-1965 externě vyučoval dějiny umění na JAMU v Brně, 1988-2003 byl externím pedagogem semináře dějin umění na Filozofické fakultě MU v Brně.
Byl zakladatelem a v letech 1964-1968 redaktorem Bulletinu Moravské galerie. Od roku 1964 byl členem nákupních komisí Moravského muzea v Brně, GVU v Jihlavě, GVU v Novém Městě na Moravě a GVU v Hodoníně, v letech 1977-1995 byl předsedou nákupní komise Uměleckoprůmyslového muzea v Praze a členem vědecké rady UPM, v letech 1980-1989 členem nákupní komise Ministerstva kultury ČR, 1980-1992 předsedou nákupní komise pro užité umění, design a architekturu Slovenské národní galerie v Bratislavě. V letech 1980-1981 byl členem Swarovského nadace, 1992-2000 členem Komise pro posuzování návrhů na čeké peníze při České národní bance. Spolupracoval s Českým rozhlasem a Českou televizí.
Publikoval v časopisech Alte und moderne Kunst, Muzejní a vlastivědná práce, Umění a řemesla, Bulletin Moravské galerie, Umění, Starožitnosti a užité umění.

## Dílo
Karel Holešovský se specializoval na secesní plakátovou tvorbu, historické i současné sklo, šperkařství, zlatnictví, drobnou bronzovou plastiku, medailérství a miniatury. Spolu se svou ženou PhDr. Leou Holešovskou-Teyschlovou byl kurátorem výstav užitého umění, uměleckého řemesla a designu. Koncem 50. let působil jako typograf. V 60. letech byl jedním ze zakladatelů Bienále užitého umění (Mezinárodní bienále grafického designu). V roce 1964
uspořádala Moravská galerie v Brně První československou přehlídku plakátu a propagační grafiky, na niž od roku 1966 navázaly již mezinárodní výstavy grafického designu. Karel Holešovský byl v letech 1964-1994 vedoucím redakční rady katalogu Bienále užité grafiky. Kromě toho byl činný v organizačním výboru Bienále a jako člen poroty.
Karel Holešovský byl jedním ze zakladatelů sbírky fotografie Moravské galerie a iniciátorem Trienále řezaného skla, které předtím nemělo v Brně tradici. Zasloužil se o vybudování sbírky užitého umění, srovnatelné kvalitou se sbírkou UPM v Praze. Roku 1990 dal podnět k vypsání architektonické soutěže na rekonstrukci Uměleckoprůmyslového muzea v Brně a podílel se na ideové koncepci rekonstrukce, dokončené roku 2001.

### Editor
- Mezinárodní výstava propagační grafiky a plakátu, 326 s., Moravská galerie, Brno 1974[10]

### Autor
- Portrétní miniatura, 182 s., nakl. Mladá fronta, Praha 1976

#### Spoluautor
- Karel Votava (ed.), Písecká čítanka 2, 289 s., Městská knihovna Písek 1981
- Josef Symon: Retrospektiva 1960 - 1993, 82 s. Uměleckoprůmyslové museum, Nakladatelství Oswald 1993
- Sylva Lacinová, 118 s., Moravská galerie v Brně, Město Brno / Statutární město Brno 1996, ISBN 80-7027-057-8
- Rakouské malířství 19. století v moravských sbírkách / Österreichische Malerei 19. Jahrhunderts in mährischen Sammlungen, 247 s., Moravská galerie v Brně 2001, ISBN 80-7027-093-4
- L. Slavíček, M. Macharáčková (eds.), Antonín Procházka: 1882-1945, 329 s., Obecní dům, Muzeum města Brna, Moravská galerie v Brně 2002, ISBN 80-86549-02-X, ISBN 80-7027-115-9, ISBN 80-86339-17-3
- Jindřich Chatrný (ed.), Jiří Harcuba: Sklář a sochař / Glass Maker and Sculptor, 141 s., Muzeum města Brna 2008, ISBN 978-80-86549-36-1
- Ivo Rozsypal (Sklo, kresba, malba: Moje vyznání / Glass, Drawing, Painting: My Confession), 420 s., Sezemice 2009, ISBN 978-80-239-2057-4
- Jindřich Chatrný, Radana Červená (eds.), Otakar Teyschl: Univerzitní profesor, lékař, sběratel, mecenáš, 345 s., Archiv města Brna, Město Brno / Statutární město Brno 2012, ISBN 978-80-86736-27-3

### Katalogy (výběr)

#### Autorské
- F. Bič, Dům umění města Brna 1960
- Alfons Mucha: Plakáty, 85 s., Moravská galerie v Brně 1966 (s J. Šmejkalovou)
- Užitá grafika Jiřího Hadlače, 24 s., Moravská galerie v Brně 1968
- Patricius Kittner (1809-1900): Drobné podobizny, 40 s., Moravská galerie v Brně 1970 (s L. Machytkou)
- Jiří Harcuba: Sklo, medaile, mince, 48 s., Moravská galerie v Brně 1979
- Luděk Havelka: Medaile a drobná plastika, 12 s., Moravská galerie v Brně 1979
- Alfons Mucha: Plakáty / Plakati / Posters, 174 s., Moravská galerie v Brně 1979 (s J. Šmejkalovou)
- Jiří Vlach: Medaile, plakety, plastiky a kresby, 36 s., Moravská galerie v Brně 1983
- František Vízner: Sklo (1962 - 1982), 56 s., Moravská galerie v Brně 1983 (s B. Gabrielovou)
- Jaroslav Svoboda: Výběr ze sklářského díla 1970-1984, 64 s., Moravská galerie v Brně 1985
- Alena Kojdlová: Proměny kůže, 12 s., Moravská galerie v Brně 1987
- Jaroslav Kodejš: Šperky (1968 - 1985), 72 s., Moravská galerie v Brně 1987 (s V. Maternovou)
- Tvář (Intaglie a medaile Jiřího Harcuby), 64 s., Moravská galerie v Brně 1988
- Anton Cepka: šperky, Jana Cepková: šperky a emaily, Moravská galerie v Brně 1988
- Radek Kratina: Variabily, 48 s., Moravská galerie v Brně 1989 (s B. Gabrielovou)
- Jitka Forejtová: Sklo 1988 - 1989, 48 s., Moravská galerie v Brně 1989
- Alena Kojdlová: Možnosti kůže, 12 s., Dům umění města Brna 1989
- Milada Kollárová: Tkané tapiserie, miniatury a oděvy, 8 s., Boskovice 1989
- Dušan Tejkal: plastiky, dózy, šperky, knihy, Slušovice 1989
- Pavel Herynek: Konstrukce a šperky, 16 s., Dům umění města Brna 1993, ISBN 80-7009-067-7
- František Vízner: Sklo / Glass, 80 s., Helios Exprint Červený Kostelec 1994
- Milada Othová: Reliéfy, medaile, plakety, plastiky, 90 s., Kaliba, Praha 1994
- Otmar Oliva, komorní tvorba, Velehrad 1994

#### Kolektivní
- Bienále užité grafiky Brno ´64 (Československý plakát a propagační grafika), 48 s., Moravská galerie v Brně, Svaz československých výtvarných umělců 1964
- 100 plakátů z přelomu století, Moravská galerie v Brně 1966
- 100 secesních plakátů 1887-1914, Svaz československých výtvarných umělců, Praha 1966
- Šperky / vějíře / miniatury XIX. století ze sbírek Moravské galerie v Brně, Brno 1968 (s. L. Teyschlovou-Holešovskou, M. Sedláčkovou)
- Stedelijk Museum Amsterdam: Plakáty, katalogy, 16 s., Moravská galerie v Brně 1969
- Plakat secesyjny, Muzeum plakatu, Varšava 1971
- Historické hodiny 15. - 19. století ze sbírek Moravské galerie v Brně, 136 s., Moravská galerie v Brně 1975 (s L. Teyschlovou)
- České sklo 19. století, Moravská galerie v Brně 1979 (s J. Brožovou)
- Užité umění 70/80 (Výstava přírůstků Uměleckoprůmyslového odboru Moravské galerie v Brně), 35 s., Moravská galerie v Brně 1980
- Milada Othová, Antonín Oth: Medaile, sklo, 16 s., Dům umění města Brna 1983
- Klasicismus, empír, biedermeier, Moravská galerie v Brně 1983
- Druhé rokoko, Historismus, Moravská galerie v Brně 1985
- Jedenáct moravských medailérů (Tvorba z let 1975-1985), 98 s., Moravská galerie v Brně 1985
- Secese, meziválečné užité umění (Umělecké řemeslo ve sbírkách Moravské galerie v Brně), 144 s., Moravská galerie v Brně 1986
- 8. Trienále řezaného a rytého skla (Těžítko a drobný objekt), 24 s., Moravská galerie v Brně 1987
- Český porcelán a sklo 19. století, Moravská galerie v Brně 1992
- Přírůstky soudobého užitého umění z let 1981 - 1992, 9 s., Moravská galerie v Brně 1993

### Kurátor výstav
- 1966 Secesní plakát, Praha
- 1968 Užitá grafika Jiřího Hadlače, Brno
- 1969 Stedelijk Museum Amsterdam: Plakáty, katalogy, Brno
- 1971 Československá fotografie 1968 / 1970, Brno
- 1972 Jiří Drlík: Výběr ze zlatnických prací posledních let, Brno
- 1972 Svatopluk Kasalý: Šperky a objekty ze skla 1968-1972, Brno
- 1975/1976 Historické hodiny 15. - 19. století ze sbírek Moravské galerie v Brně
- 1979 Jiří Harcuba: Sklo, medaile, mince, Brno
- 1983 František Vízner: Sklo (1962 - 1982), Brno
- 1985 Jaroslav Svoboda: Výběr ze sklářského díla 1970-1984, Brno
- 1986 Jedenáct moravských medailérů (Tvorba z let 1975-1985), Brno
- 1986 Jaroslav Svoboda: Výběr ze sklářského díla 1970-1984, Nové Město na Moravě
- 1987 Jaroslav Kodejš: Šperky, Brno
- 1987/1988 8. Trienále řezaného a rytého skla: Těžítko a drobný objekt, Brno
- 1988/1989 Jiří Harcuba: Tvář / Intaglie a medaile, Brno, Jablonec nad Nisou, Praha
- 1989 Jitka Forejtová: Sklo 1988 - 1989, Brno
- 1991 9. trienále skla a keramiky, Brno
- 1993 Přírůstky 1981 - 92, Brno
- 1996/1997 Užité umění 60. let, Brno